# Sklonost potvrdi
Sklonost potvrdi, takođe poznata kao moja strana sklonosti,  je sklonost za traganjem, tumačenjem, favorizovanjem, i podsećanjem  informacija na način koji potvrđuje već jednom postojeća verovanja ili hipoteze. To je tip saznajne potvrde i sistematične greške induktivnog rasuđivanja. Ljudi pokazuju ove sklonosti kada sakupljaju ili selektivno  prisećaju informacija, ili kada ih tumače na pristrasan način. Efekat je jači za emocionalno zadužena pitanja i za dublje ukorenjena verovanja .Sklonost potvrdi je varijacija opšte tendenciije apofenije.
Ljudi takođe imaju tendenciju da dvosmisleno tumače dokaz kao podršku njihovoj postojećoj poziciji. Pristrasne pretrage, memorije i interpretacije su bile pozvane da objasne stav polarizacije (kada neslaganje postaje ekstremnije iako su različiti stranke izložene istim dokazima ), istrajnost uverenja (kada se istrajnost uverenja posle dokaza za njih pokaže da je lažna), iracionalni primarni efekat(veća oslanjanja na informacije su naišla ranije u nizu) i prividnu korelaciju(kada ljudi lažno percipiraju asocijaciju između dva događaja ili situacije).
Serije psiholoških eksperimenata 1960-ih predlagale su da su ljudi skloni prema potvrđivanju njihovih postojećih uverenja. Kasniji posao je ponovo interpretirao ove rezultate kao tendenciju da testiraju ideje na jednostran način, fokusirajući se na jednu moguću i ignorišuću alternativu.U izvesnoj situaciji, ova tendencija može da zaključi narodne zaključke.Objašnjenja za ova posmatrane zaključke uključuju puštanje mašti na volju i ograničavanje čovekovih kapaciteta da obrađuje informacije .Drugo objašnjenje je da ljudi pokazuju sklonost potvrdi  zato što oni uzimaju u obzir troškove ako nisu u pravu, radije nego da istražuju neutralan, naučni način. Kako god ,čak i naučnici mogu biti skloni pristrasnosti potvrdi.
Sklonost potvrdama doprineli su  prekomernom samopouzdanju u lična uverenja i mogu uspostaviti  ili ojačati uverenja suprotno dokazima.Siromašne odluke usled ovih sklonosti se mogu naći u političkim i organizacionim kontekstima.

### Tipovi
Sklonost potvrdi je efekat u obradi podataka.Razlikuju se od onoga što se ponekad zove bihevioralno potvrđivanje sklonosti, obično poznat kao samoispunjavajuće proročanstvo, u kome osoba očekuje uticaj njihovog ponašanja , donoseći očekujuće rezultate.
Neki psiholozi ograničavaju termin sklonost potvrdi da bi selektovali kolekciju dokaza da bi podržali ono što već jedan veruje, dok ignoriše ili odbija dokaze koji podržavaju drugačije zaključke.Drugi podržavaju termin koji je širi tendenciji očuvanja jednog postojećeg verovanja, kada je potraga za dokazima, interpretiranje njih ilipovraćaj njih iz memorije.

#### Pristrasna potraga za informacija
Eksperimenti su pronašli u vise navrat da ljudi imaju tendenciju da testiraju hipoteze na jednostran način, tragajući z dokazima doslednim njihoim trenutnim hipotezama. Radije nego traganje za relevantnim dokazima, oni formulišu pitanje da bi dobili potvrdan odgovor koji podržava njihovu teoriju. Oni tragaju za posledicama koje mogu da očekuju ukoliko se pokaže da je njihova teorija istinita, radije nego za ono što bi bilo da hipoteza nije tačna. Na primer, neko koristeći da I ne odgovoe da nađe broj on ili ona pretpostavlja da bi broj 3 mogao postaviti pitanje :”Nije li to neparan broj?”ljudi preferiraju ovakav tip pitanja , nazivajući ga pozitivnim testom,čak I kada negativan test ”Nije li to paran broj?”donosi potpuno istu informaciju. Kako god ovo ne znači da ljudi ne traže test koji garantuje pozitivan odgovor.U studijama gde predmet može da selektuje bilo takav pseudo-test ili istinski dijagnostikovan, oni favorizuju istinski dijagnostikovan.
Prednost pozitivnog testa u njemu samom nije u sklonosti, od kada pozitivan test može da bude visoko poučan.Kako god, u kombinaciji sa drugim efektima , ova strategija može da potvrdi postojanje uverenja  ili pretpostavke, nezavisno d li su u pravu.Ustvarnoj situaciji, dokazi su često složeni I pomešani.Na primer, razne kontradiktorne ideje o tome da neko može da bude podržan na koncentrisanje jednog od aspekata njenog ili njegovog ponašanja. Tako bilo koja potraga za dokazima za hipotezu je verovatna da ce uspeti. Jedna ilustracija ovoga je način da fraziranje pitanja može znčajno da promeni odgovor. Na primer, ljudi koji su pitani “Da li ste srećni sa svojim društvenim životom?”, izveštava veću satisfakciju nego oni koji su pitanI “Da loi ste nesrećni sa svojim društvenim životom?”
Čak I mala promena u upitnim rečima može da utiče na to kako ljudi pretražuju kroz dostupne informacije I stoga I zaključke koje dostižu.Ovo je pokazano koristeći fikcijski slučaj starateljstva nad detetom. Učesnici su pročitali da je roditelj A umereno pogodan da bude staratelj na vise načina.Roditelj B ima mešavinu izuzetno pozitivne I negativne kvalitete;blisku vezu sa detetom ali I posao koji može da odvede njega ili nju na dug period.Kada se postavlja pitanje “Koji roditelj treba da dobije starateljstvo nad detetom?”oni su tragali za negativnim osobinama I većina odgovora da roditelj B treba da bude odbijen za starateljstvo, implicira da roditelj A treba da dobije starateljstvo.
Slične studije su pokazale kako su ljudi angažovani u pristrasnoj potrazi za  informacijama, ali takođe kako ovaj fenomen može biti ograničen za istinski dijagnostikovane testove.U inicijalnom eksperimentu učesnici ocenjuju drugu osobu na ličnoj dimenziji introverzija-ekstroverzija na osnovu intervjua.Oni su odabrali pitanja za intervju sa date liste.Kada se intervjuisan predstavio kao introvertan, učesnici su odabrali pitanja za koja pretpostavlju introvertnost, kao što je “Šta bi uradio da oživiš dosadnu žurku?”Ova opterećujuća pitanja daju intervjuisanom malu ili nikakvu mogućnost da falsifikuju hipotezu o njima. Kasnija verzija eksperimenta  je dala učesnicima pitanja koja se manje pretpostavljaju , da izaberu, kao što je “Da li žudiš za socijalnom interakcijom?” Učesnici su preferirali da pitaju ova vise dijagnostička pitanja, pokazujući samo slabost pristrasnosti ka pozitivnim testovima.Ovaj obrazac, glavnu prednost dijagnostikovanih testova I slabih prednosti pozitivnih testova su kopirali I na druge studije.
Uticaj osobine ličnosti I komuniciranje sa pristrasnim procesima pretraživanja. Pojedinci se razlikuju u svojim sposobnostima da brane svoje stavove od ekstremnih napada u odnosu na selektivno  izlaganje.Selektivna izloženost se pojavljuje kada pojedinac pretražuje informacije koje su dosledne, vise nego nedosledne , sa svojim ličnim uverenjima. Ljudi sa visokom nivoom samopouzdanja lakše traže kontradiktorne informacije njihove lične pozicije da bi formirali dokaz. Pojedinci sa niskim nivoom samopouzdanja ne traže kontradiktorne informacije I prefreiraju informacije koje podržavaju njihovu  ličnu poziciju.Ljudi izazivaju I procenjuju dokaze u argumentima koja su sklona njihovim ličnim uverenjima I mišljenjima.
Drugi eksperiment je dao učesnicima kompleksni zadatak otkrivanja pravila koji uključuje pomeranje objekata simulirano kompjuterom. Predmet na ekranu kompjutera prati specifične zakone, koje učesnici treba da shvate.Dakle, učesnici mogu da pucaju predmet  preko  ekrana da bi testirale svoje hipoteze.Uprkos mnogim pokušajima tokom desetočasovne sednice , nijedan od učesnika nije shvatio pravila sistema.Oni su obično pokušavali da potvrde a ne da falsifikuju svoje hipoteze, nisu želeli da razmatraju alternative.Iako su posle videli objektivne dokaze koji su odbacivali njihove radne hipoteze , oni su često nastavljali da rade isti test.Neki od učesnika su naučili odgovarajuće ispitivanje hipoteza, ali ove instrukcije skoro da nisu imale uticaj.

#### Pristrasnost tumačenja
Sklonost potvrdi nije ograničena na kolekciju dokaza .Iako dva pojedinca imaju iste informacije , način na koji ih interpreteraju može da bude pristrasan.
Tim sa Standford Univerziteta je sproveo istraživanje uključujući učesnike koji se osećaju snažno u vezi sa smrtnom kaznom , pola njih je za a pola protiv. Svaki od česnika je pročitao opis dve studije:poređenje Sjedinjenih Američkih Država sa I bez smrtne kazne I poređenje stope ubistava u državi pre I posle uvođenja smrtne kazne .Posle čitanja opisa sveka od ovih studija, učesnici su bili upitani da li su se njihova mišljenja promenila.Onda su pročitali detaljniji  izveštaj svake od procedura studije  I morali su da ocene da li je istraživanje dobro sprovedeno I uverljivo. Studije su zapravo bile izmišljene.Jednoj polovini učesnika je rečeno da je jedan deo  studija podržao efekat odvraćanja a druga uništenja, dok su za druge učesnike zaključci zamenjeni.
Učesnici bez obzira da li su podržavaoci ili protivnici , izveštavali su malo pomerajući svoje stavove u pravcu prve studije koju su pročitali.Jednom kada su pročitale dtaljnije opisane dve  studije, skoro svi su se vratili svojim uverenjima bez obzira  na obezbeđene dokaze, ukazujući na detalje koji su podržavali njihovo gledište I zanemarivali bilo šta  suprotno.Učesnici su opisali studije koje podržavaju njihovo prethodno gledište kao superiorne onima koji su mu kontradiktorni , detaljnim I specifičnim načinima. Pisati o studijama koje izgleda potkopavaju efekat odvraćanja , predlagač smrtne kazne je napisao:”Istraživanja nisu pokrila dovoljno veliki period vremena” dok su protivnici komentarisali u vezi sa istom studijom:”Nije predstavljen nikakav jak dokaz protivrečnosti istraživača”. Rezultati su pokazali das u ljudi postavili viši standard  dokaza za hipoteze koje idu protiv njihovih trenutnih očekivanja.
Još jedne studije pristrasnosti tumačenja pojavile su se tokom Američkih predsedničkih izbora 2004.godine I uključivali su učesnike koji su imali jake osećanja prema kandidatima.Prikazane su naizgled par kontradiktornih izjava , bilo od republikasnog kandidata Džordža Buša , demokratskog kandidata Džona Kerija ili politički neutralne javne ličnosti.Dobijene su I dalje izjave koje su učinile očiglednu kontradikciju razumnom.Iz ova tri dela informacije morali su da odluče da li su ili nisu izjave svakog pojedinca nedosledne. Postoje velike razlike u ovim evaluacijama , pri čemu su učesnici mnogo verovatnije tumačili izjave kandidata koji su protivni kao kontradiktorni.
U ovom eksperimentu, učesnici su napravili svoje presude dok su bili na skeneru  magnetne resonance koji prati aktivnost njihovog mozga.Kako su učesnici evaluirale kontradiktorne izjave njihovog favorizovanog kandidata, uzbuđeni su emotivni centri njihovog mozga.Ovo se nije dogodila sa izjavama od strane drugih figura.Eksperimentatori  su zaključili da različiti odgovori na izjave nisu bili  zbog pasivnih grešaka u obrazloženju.Umesto toga, učesnici su aktivno smanjivali indukovanu kognitivnu disonancu ,čitajući o iracionalnim ili licemernim ponašanjima njihovim omiljenih kandidata.
Pretpostavke u tumačenju verovanja su uporne bez obzira na nivo inteligencije .Učesnici u eksperimentu su bili podvrgnuti  SAT testu(koledž pristup korišćen u Sjedinjenim Državama)da proceni njihov nivo inteligencije.Onda su pročitali informacije u vezi sa sigurnosnim problemima za vozila , a eksperimentatori su manipulisali nacionalnim poreklom autimobila.Američki učesnici su dali svoje mišljenje da li auto treba da bude zabranjen na skali od šest  tačaka , gde je jedan nazvao “definitivno da” I šest indikatora “definitivno ne“.Učesnici su prvo ocenili da li bi dozvolili opasan nemački automobil na američkim ulicama I opasan američki automobile na nemačkim ulicama.Učesnici su verovali da opasan nemački automobile na američkim ulicama treba zabraniti brže od opasnog američkog automobile na nemačkim ulicama.Nije bilo razlike među nivoima inteligencije kada su učesnici stope zabranili automobile.
Pristrasno tumačenje nije ograničeno samo na emocionalno značajne teme.U drugom eksperimentu, učesicima je ispričana priča o krađi.Morali su da ocenjuju dokaznu važnost  izjava tvrdeći ili za ili protiv određenog karaktera koji je odgovoran.Kada su pretpostavili krivicu tog karaktera, ocenili su izjave koje podržavaju tu hipotezu  kao važnije od konfliktnih izjava.

#### Pristrasna memorija
Ljudi mogu da se sećaju dokaza selektivno da bi pojačali svoja očekivanja,čak I ako okupljaju I tumače dokaze na neutralan način.Ovaj efekat se zove “selektivni opoziv”,”potvrda memorije”,”pristup pristrasnoj memoriji”.Psihološke teorije se razlikuju u svojim predviđanjima o selektivnom opozivu.Teorija šema predviđa da će informacijea koja odgovara prethodnim očekivanjima  biti lakše uskladištena I opozvana  nego informacija koja se ne poklapa .Neki alternativni pristupi kažu da se iznenađujuće informacije ističu I tako je nezamenljivo .Predviđanja iz obe ove teorije potvrđene su u različitim eksperimentalnim kontekstima, bez teorije pobijanja .
U jednoj studiji , učesnici su pročitali profil žene koji opisuje mešavinu introvertnih I ekstrovertnih ponašanja .Kasnije su morali da opozovu primere njene ekstroverzije I introverzije.Jednoj grupi  je rečeno  da je to bila procena žene za posao bibliotekara , dok je drugoj grupi bilo rečeno da je to za prodavca nekretnina.Postojala je značajna razlika između toga sta su dve grupe opozvale , sa grupom”bibliotekar” opozvali su vise primera za  introverziju , a grupa “prodaja” opozvala je vise ekstroverznog ponašanja.Efekat selektivne memorije je takođe bio pokazan u eksperimentu koji manipuliše poželjnošću tipova ličnosti.U jednoj od ovih, očigledno nepovezanih studija , učesnici su bili upitani da opozovu događaje iz njihovih života u kojima su oni bili ili introvertni ili ekstrovertni .Svaka grupa učesnika pružila je više sećanja  koja se povezuju sa poželjnijim  I brže se prisetila tih sećanja.
Promene u emocionalnim stanjima takođe mogu uticati na opoziv memorije.Učesnici su ocenili kako su se osećali kada su prvi put saznali da je O.J.Simpson  oslobođen od ubistva.Oni su opisali svoje reakcijei  poverenje u vezi sa presudom jednu nedelju, dva meseca , ili godinu dana nakon suđenja. Rezultati ukazaju da su procene učesnika za Simpsonovu krivicu promenile tokom vremena.Što su se više mišljenja učesnika o presudi promenila, manje stabilna su sećanja učesnika u pogledu njihovih inicijalnih emocionalnih reakcija.Kada su učesnici opozvali svoje inicijalne emocionalne reakcije dva meseca ili jednu godinu kasnije, prošle procene blisko su slične trenutnim procenjivanjima emocija.Ljudi pokazuju znatnu pristrasnost kada se diskutuje o njihovim stavovima I kontroverznim temama.Pozivanje memorija I izgradnja iskustava podležu reviziji u odnosu na odgovarajuća emocionalna stanja.
Pokazano je da bi sopstvena  strana  pristrasnosti uticala na tačnost prijema memorije .U eksperimentu, udovice I udovci su ocenili intenzitet svoje iskusne žalosti šest meseci I pet godina posle smrti svojih supružnika.Učesnici su zabeležili viši nivo tuge šest meseci nego pet godina.Još, kada su učesnici bili upitani posle pet godina kako su se oni osećali šest meseci posle smrti svoje značajne polovine , intenzitet sećanja na tugu bio je vrlo korelativan  sa njihovim sadašnjim nivoom žalosti.Izgleda da pojedinci koriste svoje trenutno emocionalno stanje da analiziraju kao su se oni osećali kada doživljavaju događaje iz prošlosti.Emocionalna sećanja rekonstruisala su trenutna emocionalna stanja.
Jedna studija je pokazala kako selektivna memorija može da održi verovanje u ekstra senzornu percepciju.Vernicima I nevernicima je bio pokazan opis ESP eksperimenata.Polovini svake od grupa je bilo rečeno da rezultati podržavaju postajanje ESP, dok je drugima rečeno da ne podržavaju.U sledećem testu , učesnici su opozvali material precizno, odvojeno od  vernika koji su pročitali nespremne dokaze.Ova grupa zapamtila je znatno manje informacija , a neke od njih je pogrešno zapamtila rezultate kao podršku ESP.

#### Polarizacija mišljenja
Kada ljudi sa oprečnim gledištima tumače nove podatke na pristrasannačin, njihova se gledišta mogu još više da razlikuju. To se nazivapolarizacijom stanovišta. (40) Taj efekat je demonstriran jednimeksperimentom, u kojem se iz jedne od dveju skrivenih korpi za tombolu izvlačioniz crvenih i crnih loptica. Učesnici su znali da se u jednoj korpi nalazilo60% crnih i 40% crvenih loptica, dok je u drugoj bilo 40% crnih i 60% crvenihloptica. Izvođači ogleda posmatrali su šta se dešava kada se lopticenaizmenične boje izvlače jedna za drugom, u sledu kojim se nijedna korpa nefavorizuje. Nakon izvlačenja svake loptice, učesnici jedne grupe su zamoljeni daglasno iznesu svoje procene o verovatnoći da su loptice izvlačene iz jedne ilidruge korpe. Kod svakog uzastopnog izvlačenja, učesnici su ispoljavali većusigurnost, a i njihova procena verovatnoće se uvećala, nezavisno od toga da li suna početku mislili da verovatniji izvor predstavlja korpa sa 60% crnih ili onasa 60% crvenih loptica. Druga grupa učesnika je zamoljena da iznese procene overovatnoći tek na kraju jedne serije izvučenih loptica, a ne po pojedinačnomizvlačenju. Efekat polarizacije nije bio prisutan kod njih, što navodi namišljenje da se on nužno ne javlja kada se ljudi prosto nalaze na suprotnimstanovištima, nego kada su njima očigledno posvećeni. (41)Manje apstraktnu studiju predstavljao je stanfordski eksperiment opristrasnom tumačenju, u kojem su učesnici čvrstih uverenja po pitanju smrtnekazne čitali o mešovitim oglednim dokazima. Dvadeset tri odsto učesnikaprijavilo je da su im gledišta postala ekstremnija, a taj samoprijavljeni zaokretje u čvrstoj uzajamnoj vezi sa njihovim polaznim stavovima. (25) U kasnijimogledima, učesnici su takođe prijavili da im stavovi postaju ekstremniji, kaoodgovor na dvosmislene podatke. Ipak, poređenjem njihovih stanovišta pre iposle novih dokaza nije se otkrila bitnija promena, što navodi na pomisao dasamoprijavljene promene možda nisu stvarne. (28) (40) (42) Na osnovu tiheksperimenata, Diana Kun i Džozef Lao zaključili su da je polarizacija realnapojava, ali daleko od toga da je neizbežna, i da se javlja samo u malom brojuslučajeva. Ustanovili su da nju ne podstiče samo razmatranje mešovitih dokaza, već i jednostavno razmišljanje o datoj temi. (40)Čarls Teiber i Milton Lodž polemisali su da je rezultat stanfordskeekipe bilo teško ponoviti, zato što su argumenti korišćeni u kasnijimogledima bili previše apstraktni ili zbunjujući da bi izazvali emotivnu reakciju. Studija Teibera i Lodža koristila je emotivno opterećene teme, kao štosu kontrola prava na držanje oružja i davanje prednosti manjinama prizapošljavanju. (28) Oni su merili stavove svojih učesnika u odnosu na ta spornapitanja pre i nakon čitanja argumenata svih strana debate. Dve grupe učesnikeimale su prisutnu polarizaciju stanovišta, oni čiji su stavovi prethodno biličvrsto izgrađeni, kao i oni koji su bili upućeni u politiku. U jednom delu testudije, učesnici su sa prethodno pripremljenog spiska birali iz kojih će izvorainformacija da čitaju. Oni su mogli, na primer, da čitaju argumente Nacionalnogudruženja za vatreno oružje ili Breidijeve koalicije protiv pištolja o kontroliprava na držanje oružja. Iako im je rečeno da budu nepristrasni, oni su radiječitali argumente koji su podupirali njihova postojeća stanovišta nego one kojito nisu. Ta pristrasna pretraga informacija u značajnoj je uzajamnoj vezi saefektom polarizacije. (28)Povratnim efektom se naziva zaključak da ljudi, uvidom u dokaze protivsvojih uverenja, mogu da odbace te dokaze i još više učvrste svoje verovanje. (43)(44) Izraz su prvi osmislili Brendan Naihan i Džejson Raifler 2010. godine. (45)Istrajnost diskreditovanih verovanjaVerovanja mogu da prežive ubedljive logičke ili empirijske izazove. Ona mogu daprežive i da se čak učvrste dokazima za koje bi mnogi slučajni posmatračismatrali da logički zahtevaju slabljenje takvih verovanja. Ona mogu da prežive ipotpuno razaranje svojih izvornih dokaznih osnova. Li Ros i Kreg Anderson (46)Pristrasnost dokazivanja može da se koristi da bi se objasnilo zašto nekaverovanja istrajavaju kada se polazni dokazi za njih uklone. (47) Taj efekatistrajavanja nekog verovanja dokazan je nizom ogleda korišćenjem takozvaneparadigme ispitivanja: učesnici čitaju lažne dokaze za neku hipotezu, zatim semeri promena njihovog stanovišta, a onda se prevara detaljno izlaže. Njihovi sestavovi mere još jedanput da bi se videlo da li se njihovo verovanje vraća na svojprethodni nivo. (46) Obično se zaključi da bar neko polazno verovanje ostane čaki nakon iscrpnog ispitivanja. (48) U jednom eksperimentu učesnici su morali darazlikuju prave od lažnih oproštajnih poruka u slučaju suicida. Dobijenirezultati predstavljeni su nasumično - nekima je rečeno da su uradili dobro, doksu drugi dobili lošu ocenu. Čak i nakon detaljnog ispitivanja, učesnici su idalje bili pod uticajem dobijenih rezultata. U zavisnosti od toga šta im jeprvobitno rečeno, oni su i dalje mislili da su bolji ili lošiji od proseka. (49) U jednoj drugoj studiji, učesnici su čitali ocene radnog učinka za dvavatrogasca, zajedno sa njihovim reakcijama na test o sprečavanju rizika. (46) Tifiktivni podaci su uređeni tako da pokažu bilo negativnu ili pozitivnuasocijaciju: nekim učesnicima je rečeno da je vatrogasac koji je rizikovao uradiobolje, dok je drugima rečeno da su uradili lošije od kolege koji je pokušavao daizbegne rizik. (50) Čak i da su ove dve studije slučaja istinite, one bipredstavljale naučno oskudnu dokaznu građu za opšti zaključak o vatrogascima.Međutim, učesnicima su one bile subjektivno ubedljive. (50) Kada se otkrilo dasu te studije slučaja izmišljene, verovanje učesnika u neku vezu se smanjilo, ali jeostalo oko pola izvornog efekta. (46) Intervjui koji su usledili ustanovili su dasu učesnici razumeli ispitivanje i da su ga shvatili ozbiljno. Činilo se daučesnici imaju poverenja u ispitivanje, ali su diskreditovane podatkeposmatrali kao nebitne za svoje lično uverenje. (50)Efekat nastavljenog uticaja je težnja da se veruje prethodno usvojenimdezinformacijama, čak i nakon što su ispravljene. Dezinformacije i dalje moguda utiču na zaključke koje neko donosi nakon izvršene korekture. (51)Davanje prednosti prvim informacijamaEksperimenti su pokazali da se podaci shvataju ozbiljnije ako se pojave napočetku nekog niza, čak i kada je redosled nebitan. Ljudi, na primer, obrazujupozitivniji sud o nekome koji je opisan rečima pametan, vredan, impulsivan, kritičan, tvrdoglav, zajedljiv, nego o nekome koji je opisan istim rečima koje sunavedene obrnutim redom. (52) Ovaj efekat iracionalnog prvenstva je nezavisanod efekta prvenstva u memoriji, u kojem prvobitne stavke u nizu ostavljaju jačimemorijski trag. (52) Pristrasno tumačenje pruža objašnjenje za ovaj efekat: kadase upoznaju sa početnim dokazima, ljudi stvaraju privremenu hipotezu koja utičena način na koji oni tumače ostale informacije. (47)U jednom ogledu iracionalnog prvenstva korišćeni su obojeni žetoni kojisu navodno izvlačeni iz dveju urni. Učesnicima je rečeno koja je raspodela bojaurni, te su morali da procene verovatnoću izvlačenja žetona iz jedne od njih. (52)Boje su se, zapravo, pojavljivale po unapred utvrđenom redosledu. Prvih tridesetizvlačenja išlo je u korist jedne urne, dok je sledećih trideset favorizovalodrugu. (47) Serija izvlačenja je, u celini, bila neutralna, pa su se, naravno, obeurne smatrale jednako verovatnim. Međutim, učesnici su, nakon šezdesetizvlačenja, favorizovali onu urnu na koju je ukazivalo početnih trideset izvlačenja. (52)Jedan drugi eksperiment se sastojao od slajd prezentacije jednog jedinogpredmeta, koji se u početku video kao neka mrlja, sa sve jasnijim prikazom nasvakom narednom slajdu. (52) Posle svakog slajda, učesnici su morali da iznesusvoju najbolju pretpostavku o kom predmetu se radi. Učesnici čije su početnepretpostavke bile pogrešne nastavili su sa istim pretpostavkama, čak i kada jeslika bila dovoljno jasno prikazana da ostali ljudi uveliko prepoznaju tajpredmet. (47)

#### Varljiva asocijacija među slučajevima
Varljiv uzajamni odnos predstavlja težnju da se uoče nepostojećekorelacije u nekom skupu podataka. (53) Ova težnja je prvi put prikazana u serijiogleda krajem 1960-ih. (54) U toku jednog eksperimenta, učesnici su čitali jednuzbirku psihijatrijskih studija slučajeva, uključujući i reakcije na testRoršahove mrlje. Učesnici su saopštili da su homoseksualni muškarci izzbirke verovatnije prijavljivali da u mrljama opažaju zadnjice, čmarove iliseksualno neodređene oblike. Izmišljene studije slučajeva su, zapravo, takourađene da nije postojala veća verovatnoća kod homoseksualaca da prijaveopažanje takvih slika, ili, što je bio slučaj u jednoj verziji eksperimenta, da kodnjih postoji manja verovatnoća da to prijave u odnosu na heteroseksualnemuškarce. (53) U jednoj anketi je grupa iskusnih psihoanalitičara prijavilaisti skup varljivih dovođenja u vezu sa homoseksualnošću. (53) (54)U jednoj drugoj studiji zabeleženi su simptomi koje su pacijenti kojiboluju od artritisa imali tokom petnaestomesečnog perioda, kao i vremenskiuslovi. Skoro svi su pacijenti saopštili da su njihovi bolovi uzajamno povezanisa vremenskim uslovima, iako je stvarna korelacija bila ravna nuli. (55)Ovaj efekat predstavlja vrstu pristrasnog tumačenja, po tome što seobjektivno neutralni ili nepovoljni dokazi tumače radi podupiranja postojećihshvatanja. On se, takođe, dovodi se u vezu sa predrasudama u ponašanju pritestiranju hipoteza. (56) Zaključujući da li su dva događaja, kao bolest i loševreme, uzajamno povezani, ljudi se puno oslanjaju na broj slučajeva koji su duplosigurni: u navedenom primeru, u pitanju je i bol i loše vreme. Oni slaboobraćaju pažnju na drugačiju vrstu opažanja (bez bola i/ili lepo vreme). (57) Toide paralelno sa oslanjanjem na sigurne testove kod testiranja hipoteza. (56)Može, takođe, da utiče na selektivno sećanje, jer ljudi mogu da osećaju da su dva slučaja uzajamno povezana zato što je lakše setiti se vremena kada su se zajednodogodili. (56)

### Individualne razlike
Za ličnu pristrasnost ranije se verovalo da je povezana sa većominteligencijom. Studije su, ipak, pokazale da na ličnu pristrasnost veći uticajima sposobnost za racionalno razmišljanje od nivoa inteligencije. (58) Ličnapristrasnost može da dovede do nemogućnosti da se na efikasan i logičan načinproceni suprotna strana u debati. Studije su zaključile da lična pristrasnostpredstavlja odsustvo aktivne bespredrasudnosti, to jest aktivnog traženja razlogazašto je neka polazna ideja pogrešna. (59) U empirijskim studijama, sa ličnompristrasnošću se operacionališe kao sa količinom dokaza koji se koriste kaopodrška njihovoj strani u odnosu na suprotnu stranu. (60)Jedna studija je otkrila individualne razlike u ličnoj pristrasnosti. Unjoj se istražuju individualne razlike koje su stečene kroz učenje u kulturalnomkontekstu i koje su promenljive. Istraživač je otkrio bitnu individualnurazliku u obrazlaganju. Zaključak studija je da individualne razlike, poputsposobnosti deduktivnog rasuđivanja, veštine prevazilaženja pristrasnosti ushvatanju, epistemološkog razumevanja, kao i sklonosti ka razmišljanju, predstavljaju značajne predskazivače za rasuđivanje, stvaranje argumenata, kontra-argumenata i opovrgavanje istih. (61) (62) (63)Studija pod vođstvom Kristofera Vulfa i Ane Brit takođe je istraživalakako gledišta učesnika o tome šta je dobar argument mogu predstavljati izvorlične pristrasnosti koja utiče na način na koji osoba formuliše svojeargumente. (60) Studija je istraživala individualne razlike po shemiobrazlaganja, i učesnici su zamoljeni da pišu eseje. Učesnicima je nasumicedodeljen zadatak da napišu esej bilo za ili protiv svoje omiljene strane u debati, i data su im uputstva za istraživanje koja su podrazumevala uravnotežen ilineograničen pristup u radu. Uputstva za uravnoteženo istraživanje usmeravalasu učesnike da sačine uravnotežen argument, to jest podrazumevalo je i razloge zai razloge protiv, dok uputstva za neograničeno istraživanje nisu predlagalaništa u vezi sa sačinjavanjem argumenta. (60)Uopšte uzev, rezultati su otkrili da su uputstva za uravnoteženi pristupznačajno povećala učestalost suprotnih podataka u argumentima. Ovi podacitakođe pokazuju da lično uverenje nije izvor lične pristrasnosti, kao i to da je verovatnija pojava lične pristrasnosti kod učesnika koji veruju da je dobarargument onaj koji je zasnovan na činjenicama. Ovaj dokazni materijal je dosledantvrdnjama koje su iznete u Baronovom članku, a to je da na način stvaranjaargumenata utiču mišljenja ljudi o tome šta odlikuje pravilno razmišljanje. (60)

### Istorija

#### Neformalno posmatranje
Pre psihološkog istraživanja sklonosti potvrde, fenomen je bilo posmatranje kroz istoriju. Počevši sa grčkim istoričarem Tukididom (460. p.n.e - 350. p.n.e) koji je pisao o pogrešnoj izdaji u Peloponeskom ratu; "...jer to je navika čovečanstva da poveri bezbrižnoj nadi ono za čime žudi, i da koristi suveren razlog da potisne u stranu ono što ne voli". Italijanski pesnik Dante Aligijeri (1265–1321) je istakao u svom poznatom delu, Božanstvena komedija, u kome Sveti Toma Akvinski upozorava Dantea na sastanak u Raju, "prenagljeno mišljenje obično može da se nagne na pogrešnu stranu, i onda naklonost prema sopstvenom mišljenju se vezuje, ograničava um". Ibn Haldun primetio je isti efekat u svom delu Mukadima:"Neistina po prirodi utiče na istorijske informacije. Postoje različiti razlozi koji čine ovo neizbežnim. Jedan od njih je partizanstvo za mišljenja i škole. [...] ako je duša zaražena partizanstvom zbog posebnog mišljenja ili sekte, ono prihvata bez trenutka oklevanja informaciju koja je saglasna tome. Predrasude i partizanstvo čine nejasnim kritički fakultet i sprečavaju kritičku istragu. Rezultat je taj da su neistine prihvaćene i prenete."Engleski filozof i naučnik Fransis Bejkon (1561–1626) u delu Novum Organum istakao je da pristrasna procena dokaza vozi "sva sujeverja, bilo da su u astrologiji, snovima, predskazanjima, božanskim presudama ili slično". On je napisao:Ljudsko razumevanje kada je jednom usvojilo mišljenje... privlači sve ostale stvari da podrže i da se slože sa tim. Iako tamo postoji veći broj i težina slučajeva koji se mogu naći sa druge strane, ipak ono to zanemaruje ili prezire, ili inače od strane nekih razlika koje se izdvajaju ili odbacivanja[.]U drugom delu svoje knjige Svet kao volja i predstava (1844), nemački filozof Artur Šopenhauer je primetio da "usvojena hipoteza nam daje oči risa za sve što potvrđuje i čini nas slepima prema svemu što je suprotno tome."U svom eseju (1897) "Šta je umetnost?" ruski romanopisac Lav Tolstoj je napisao, Znam da većina muškaraca - ne samo oni koji se smatraju pametnima, ali čak i oni koji su vrlo pametni, i sposobni da razumeju najteže naučne, matematičke i filozofske probleme - mogu vrlo retko da razlikuju čak i najjednostavniju i najočigledniju istinu ako je takva da ih obavezuje da priznaju lažnost zaključaka koje su formirali, možda sa puno poteškoća - zaključaka na koje su ponosni, koji su naučili druge, i na kojima su izgradili svoje živote.

#### Vesonovo istraživanje hipoteze - testiranje
Pojam "sklonost potvrdi" skovao je engleski psiholog Piter Veson. Za jedan eksperiment objavljen 1960, izazvao je učesnike da identifikuju pravilo koje se primenjuje na utrostručene brojeve. Na početku, rečeno im je da (2,4,6) odgovaraju pravilu. Učesnici su mogli da generišu svoje sopstvene trojke i eksperimentator im je rekao da li je ili ne svaka trojka usaglašena sa pravilom.Dok je stvarno pravilo bilo jednostavno "bilo koji rastući niz", učesnici su imali velikih poteškoća da ga pronađu, često najavljujući pravila koja su bila daleko specifičnija, kao što je "srednji broj je prosek prvog i poslednjeg". Učesnici su izgleda testirali samo pozitivne primere - trojke koje su se povinovale njihovom hipotetičkom pravilu. Na primer, ako su mislili da je pravilo glasilo "Svaki broj je dva puta veći od prethodnog," ponudili bi trojku koja odgovara ovom pravilu, kao što je (11,13,15) radije nego trojku koja to narušava, kao što je (11,12,19).Veson je prihvatio fasifikovanje prema kojem je naučno testiranje hipoteze ozbiljan pokušaj falsifikovanja. On je interpretirao svoje rezultate tako što je pokazao prednost potvrde nad falsifikacijom, otuda termin "sklonost potvrdi". Veson je takođe koristio sklonost potvrdi da objasni rezultate svog eksperimenta selekcije (izbora) zadataka. U ovom zadatku, učesnicima su date delimične informacije o skupu objekata, i moraju da specifikuju koje dodatne informacije bi im trebale da bi rekli da li uslovno pravilo ("ako je A, onda B") važi ili ne. Otkriveno je u više navrata da ljudi nastupaju loše u različitim oblicima ovog testa, u većini slučajeva ignorišući informacije koje su potencijalno mogle da opovrgnu pravilo.

#### Klejmenova i Haova kritika
Papir iz 1987 Džošue Klejmana i Jang-Von Haa tvrdio je da Vesonovi eksperimenti nisu zapravo demonstrirali sklonost ka potvrdi. Umesto toga, Klejmen i Ha su interpretirali rezultate u uslovima tendencije da stvore testove koji su dosledni radnoj hipotezi. Ovo nazivaju "strategijom pozitivnog testa". Ova strategija je primer heuristike: razumne prečice koja je nesavršena ali laka za izračunavanje. Klejmen i Ha su koristili Bejzovu verovatnoću i teoriju informacija kao standard testiranja hipoteze radije nego falsifikovanje koje je koristio Veson. Prema ovim idejama, svaki odgovor na pitanje prinosi različitu količinu informacija, što zavisi od prethodnog uverenja osoba. Tako je naučni test hipoteze je onaj od koga se očekuje da proizvodi većinu informacija. Od kada sadržaj informacije zavisi od početne verovatnoće, pozitivan test može biti veoma informativan ili neinformativan. Klejmen i Ha su tvrdili da kada ljudi misle o realnim problemima, oni traže konkretan odgovor sa malom inicijalnom verovatnoćom. U ovom slučaju, pozitivni testovi su više informativni nego negativni testovi. Ipak, u Vesonovom zadatku otkrivanja pravila odgovor - tri broja u rastućem nizu - je veoma širok, pa je malo verovatno da će pozitivni testovi dati informativne odgovore. Klejmen i Ha su podržali svoju analizu citirajući eksperiment koji je koristio oznake "DAX" i "MED" umesto "odgovara pravilu" i "ne odgovara pravilu". Ovo je izbeglo impliciranje da je cilj bio da se pronađe pravilo niske verovatnoće. Učesnici su imali više uspeha sa ovom verzijom eksperimenta.U svetlu ove i drugih kritika, fokus istraživanja se pomerio sa potvrde naspram falsifikacije na ispitivanje da li ljudi testiraju hipoteze na informativan način, ili neiformativan ali pozitivan način. Traganje za "istinitom" sklonosti potvrdi dovelo je do toga da psiholozi gledaju na širi spektar efekata u načinu na koji ljudi obrađuju informacije.

### Objašnjenja
Sklonost potvrdi je obično opisana kao rezultat automatske, nenamerne strategije umesto namerne prevare. Prema Robertu Mekunu, najsklonija obrada dokaza odvija se kroz kombinaciju "hladnih" (kognitivnih) и "vrućih" (motivisanih) mehanizama.Kognitivna objašnjenja za sklonost potvrdi zasnivaju se na ograničenjima u ljudskim sposobnostima da se bave složenim zadacima, i prečicama, koje se nazivaju heuristike, koje oni koriste. Na primer, ljudi mogu da procene pouzdanost dokaza koristeći heurističku dostupnost - tj. koliko lako određena ideja pada na pamet. Takođe je moguće da ljudi mogu samo da se fokusiraju na jednu misao istovremeno, pa je teško paralelno ispitati alternativne hipoteze. Još jedna heuristika je strategija pozitivnog testa koju su identifikovali Klejmen i Ha, u kojoj ljudi testiraju hipotezu ispitivanjem slučajeva u kojima oni očekuju pojavu imovine ili događaja. Ova heuristika izbegava težak ili nemoguć zadatak razrađivanja kako će biti dijagnostičko svako moguće pitanje. Ipak, nije univerzalno pouzdana, tako da ljudi mogu da predvide izazove za njihova postojeća uverenja.Motivaciona objašnjenja uključuju efekat želje za verom, koji se ponekad naziva "željno razmišljanje". Poznato je da ljudi preferiraju prijatne misli nad onim neprijatnim na više načina: ovo se naziva "Poliana princip". Primenjen na argumente ili izvore dokaza, može da objasni zašto se za željene zaključke više veruje da su istiniti. Prema eksperimentima koji manipulišu poželjnosti zaključaka, ljudi zahtevaju visok standard dokaza za nepopravljive ideje i nizak standard za poželjne ideje. Drugim rečima, oni pitaju, "Mogu li da verujem ovome?" za neke sugestije i, "Moram li da verujem ovome?" za druge. Iako je konzistentnost poželjna karakteristika stavova, preterani pogon za konzistentnost  je još jedan potencijalni izvor sklonosti јеr može da spreči ljude da neutrališu vrednovanje nove, iznenađujuće informacije. Socijalni psiholog Ziva Kunda kombinuje kognitivne i motivacione teorije, tvrdeći da motivacija stvara sklonost, ali kognitivni faktori određuju veličinu efekta.Objašnjenja u pogledu analize troškova i koristi pretpostavljaju da ljudi ne ispituju hipoteze na nezainteresovan način, već procenjuju troškove različitih grešaka.Koristeći ideje iz evolucione paihologije, Džejms Fridrih predlaže da ljudi ne prvenstveno imaju za cilj istinu u testiranju hipoteza, ali pokušavaju da izbegnu najskuplje greške.Na primer, poslodavci mogu da postavljaju jednostrana pitanja u intervjuima za posao jer su fokusirani na uklanjanje neadekvatnih kandidata. Jakov Tropeovo i Akiva Libermanovo prečišćavanje ove teorije pretpostavlja da ljudi upoređuju dve različite vrste grešaka: prihvatanje lažne hipoteze ili odbacivanje istinske hipoteze. Na primer, neko ko potcenjuje iskrenost prijatelja može njega ili nju da tretira sumnjivo i time potkopati prijateljstvo. Precenjivanje iskrenosti prijatelja može biti skupo, ali manje. U ovom slučaju bilo bi racionalno tražiti, proceniti ili zapamtiti dokaze o njihovoj iskrenosti na pristrasan način. Kada neko daje inicijalan utisak da je introvertan ili ekstrovertan, pitanja koja odgovaraju takvim utiscima nailaze kao više empatična. Ovo ukazuje da kada pričate sa nekim ko se čini da je introvertan, to je znak bolje socijalne veštine da pitate, "Da li se osecate neugodno u društvenim situacijama?" a ne, "Da li voliš bučne žurke?". Veza između sklonosti potvrdi i socijalnih veština potkrepljena je studijom o tome kako studenti upoznaju druge ljude. Studenti visoke samokontrole, koji su osetljiviji na svoju okolinu i društvene norme, postavljaju više odgovarajućih pitanja prilikom intervjuisanja članova osoblja visokog statusa nego kada upoznaju svoje kolege.Psiholozi Dženifer Lerner i Filip Tetlok razlikuju dve različite vrste procesa razmišljanja. Eksploratorna misao neutralno razmatra višestruke tačke gledišta i pokušava da predvidi sve moguće primedbe na određenu poziciju, dok potvrdna misao pokušava da opravda određenu tačku gledišta. Lerner i Tetlock kažu da kada ljudi očekuju da opravdaju svoju poziciju drugima sa čijim su stavovima već upoznati, oni će težiti da usvoje sličan stav tim ljudima, a potom koriste potvrdnu misao kako bi učvrtili svoj vlastiti kredibilitet. Međutim, ako su eksterne stranke previše agresivne ili kritične, ljudi će potpuno odustati od razmišljanja i jednostavno tvrditi svoja lična mišljenja bez opravdavanja. Lerner i Tetlok kažu da ljudi samo pritiskaju sebe da kritički i logički razmišljaju kada unapred znaju da će morati da se objasne drugima koji su dobro informisani, iskreno zainteresovani za istinu i čije poglede oni već ne znaju. Budući da ti uslovi retko postoje, tvrde oni, većina ljudi koristi potvrdne misli većinu vremena.

### Posledice

#### U finansijama
Sklonost potvrdi može dovesti investitore do toga da budu i više nego samouvereni, ignorišući dokaze da će njihove strategije izgubiti novac. U studijama o političkim berzama tržišta, investitori su ostvarili veći profit kada su pružili otpor pristrasnosti. Na primer, učesnici koji su tumačili kandidatsku debatu na neutralan, a ne partijski način, imali su veću verovatnoću da profitiraju. Da bi se borili protiv efekta sklonosti potvrdi, investitori mogu da pokušaju da usvoje suprotno gledište "zbog argumenta". U jednoj tehnici, zamišljaju da su se njihove investicije srušile i pitaju se zašto bi to moglo da se desi.

#### U fizičkom i mentalnom zdravlju
Rejmond Nikerson, psiholog, krivi sklonost potvrdi za neefikasne medicinske procedure koje su korišćene vekovima pre dolaska naučne medicine. Ako se pacijent oporavio, medicinske vlasti smatraju tretman uspešnim, umesto da traže alternativna objašnjenja kao što je to što je bolest išla svojim prirodnim tokom. Približna asimilacija je faktor moderne privlačnosti alternativne medicine čiji su zagovornici poljuljani pozitivnim anegdotskim dokazima, ali hiper-kritički tretiraju naučne dokaze. Sklonost potvrdi takođe može dovesti do toga da lekari izvršavaju nepotrebne medicinske procedure zbog pritiska nepodobnih pacijenata. Kognitivnu terapiju je razvio Aron T. Bek  početkom šezdesetih i postala je popularan pristup. Prema Beku, pristrasna obrada informacija je faktor u  depresiji. Njegov pristup podučava ljude da tretiraju dokaze nepristrasno, a ne selektivno ojačavajući negativne stavove. Pokazano je da fobije i hipohondrije uključuju sklonost potvrdi za preteće informacije.

#### U politici i pravu
Nickerson tvrdi da je rasuđivanje u sudskim i političkim kontekstima ponekad podsvesno pristrasno, favorizujući zaključke kojima su se sudije, žiriji ili vlade već posvetili. S obzirom da dokazi u sudskom postupku mogu biti složeni, i porotnici često donose odluke o presudi ranije, razumno je očekivati efekat polarizacije stavova. Predviđanje da će porotnici postati ekstremniji u svojim stavovima, budući da se više dokaza složilo u eksperimentima sa lažnim suđenjima. Inkvizitorski i kontradiktorni sistemi krivičnog pravosuđa su pod uticajem sklonosti potvrdi. Sklonost potvrdi može biti faktor u stvaranju ili proširivanju sukoba, od emocionalno raspoređenih rasprava do ratova: tumačenjem dokaza u njihovu korist, svaka suprotna strana može postati više samouverena nego što jeste u jačem položaju. S druge strane, sklonost potvrdi može dovesti do toga da ljudi ignorišu ili pogrešno tumače znakove predstojećeg ili početnog sukoba. Na primer, psiholozi Stjuart Saderland i Tomas Kida su tvrdili da je američki mornarički Admiral Husband E. Kimel pokazao sklonost potvrdi prilikom igranja prvih znakova japanskog napada na Perl Harbur. Dve decenijske studije političkih analitičara Filipa E. Tetloka utvrdile su da u celini njihova predviđanja nisu bila mnogo bolja od slučajnosti. Tetlok je podelio stručnjake u "lisice" koji su održavali više hipoteza i "ježeve" koji su bili više dogmatični. Uglavnom, ježevi su bili mnogo manje tačni. Tetlok je okrivio njihov neuspeh pri sklonosti potvrdi - konkretno, njihovu nesposobnost da iskoriste nove informacije koje su u suprotnosti sa njihovim postojećim teorijama.

#### U paranormalnom
Jedan faktor u žalbi na navodna psihička očitavanja jeste to što slušaoci primenjuju sklonost potvrdi koja odgovara tvrdnjama psihičara za njihov sopstveni život. Pravljenjem velikog broja dvosmislenih izjava u svakoj sednici, psihičar daje klijentu više mogućnosti da pronađe dobar spoj. Ovo je jedna od tehnika hladnog čitanja, pomoću koje psihičar može pružiti subjektivno impresivno čitanje bez ikakvih prethodnih informacija o klijentu. Istražitelj Džejms Randi uporedio je prepis čitanja sa izveštajem klijenta o onome što je rekao psihičar i ustanovio je da je klijent pokazao snažan selektivni opoziv "pogodaka".
Kao upečatljivu ilustracija sklonosti potvrdi u stvarnom svetu, Nikerson spominje numerološku piramidologiju: praksu pronalaženja značenja u proporcijama egipatskih piramida. Postoji mnogo različitih merenja dužine koja se mogu napraviti, na primer, Velika piramida u Gizi i mnogi načini kombinovanja ili manipulacije njima. Zbog toga je gotovo neizbežno da ljudi koji gledaju na ove brojeve selektivno pronalaze površno impresivne korespondencije, na primer sa dimenzijama Zemlje.

#### U nauci
Posebna karakteristika naučnog mišljenja jeste traženje falsifikovanog kao i potvrđujućeg dokaza. Međutim, mnogo puta u istoriji nauke, naučnici su se suprotstavili novim otkrićima selektivnim tumačenjem ili ignorisanjem nepovoljnih podataka. Prethodno istraživanje je pokazalo da se procena kvaliteta naučnih studija čini posebno ranjivom na sklonost potvrdi. Nekoliko puta je otkriveno da naučnici ocenjuju studije koje objavljuju nalaze u skladu s njihovim prethodnim uverenjima što je više pogodnije od studija o izvještavanju o rezulta

#### U samoimidžu
Socijalni psiholozi su identifikovali dve tendencije u načinu na koji ljudi traže ili tumače informacije o sebi. Samopotvrda je potez da se ojača postojeći samoimidž i samopoboljšanje je potez traženja pozitivnih povratnih informacija. Oba su servirana od strane sklonosti potvrdi. U eksperimentima gde se ljudima daje povratna informacija koja se sukobljava sa njihovim samoimidžom, manje je verovatno da će biti prisutna ili zapamćena nego kada dobiju samopotvrdne povratne informacije. Oni smanjuju uticaj takvih informacija tako što ih tumače kao nepouzdane. Slični eksperimenti su pronašli prednost za pozitivne povratne informacije, kao i ljude koji ih daju, preko negativnih povratnih informacija.

#### U društvenim medijima
U društvenim medijima, sklonost potvrdi se pojačava korišćenjem filter mehurića ili "algoritamskog uređivanja", koje pokazuje pojedincima informacije sa kojima se verovatno slažu, dok isključuju suprotne stavove. Neki su tvrdili da je sklonost potvrdi razlog zašto društvo nikada ne može da pobegne od filter mehurića, jer su pojedinci psihološki željni da traže informacije koje se slažu sa našim već postojećim vrednostima i uverenjima. Drugi su dalje tvrdili da je mešavina ove dve degradirajuće demokratije - tvrdeći da ovo "algoritamsko uređivanje" uklanja raznovrsna stanovišta i informacije - i da ukoliko se algoritmi filter mehurića ne uklone, glasači neće biti sposobni da donose potpuno informisane političke odluke.